# Jacek Luszniewicz
Jacek Luszniewicz – polski historyk i ekonomista, specjalizujący się w historii gospodarczej, kierownik Katedry Historii Gospodarczej i Społecznej Szkoły Głównej Handlowej w Warszawie.

## Życiorys
Studiował na Wydziale Handlu Zagranicznego Szkoły Głównej Planowania i Statystyki (dziś: SGH), który ukończył w 1986 roku. Obronił wówczas pracę magisterską „Poglądy ekonomiczne Leopolda Caro (1864–1939) na zagadnienie gospodarczej roli państwa”. Po studiach rozpoczął pracę w Katedrze Historii Gospodarczej i Społecznej SGPiS, w której pracuje do dziś. W 1995 roku uzyskał stopień doktora nauk ekonomicznych na podstawie pracy „Korporacjonalizm jako koncepcja reformy ustroju społeczno-gospodarczego w ujęciu katolicyzmu społecznego II Rzeczypospolitej”, napisanej pod kierunkiem prof. dr. hab. Zbigniewa Landaua. W 2008 habilitował się na podstawie książki Solidarność, samorząd pracowniczy, transformacja systemu: o programie gospodarczym Sieci Organizacji Zakładowych NSZZ „Solidarność” wiodących zakładów pracy (rok 1981) (Oficyna Wydawnicza SGH, Warszawa 2008).
Wieloletni kierownik Studiów Doktoranckich w Kolegium Ekonomiczno-Społecznym SGH. W latach 2009–2017 członek Rady Redakcyjnej „Kwartalnika Kolegium Ekonomiczno-Społecznego. Studia i Prace”. Od 2025 roku kierownik macierzystej Katedry Historii Gospodarczej i Społecznej.
Poza SGH pracował także m.in. w Wyższej Szkole Handlu i Prawa w Warszawie, Wyższej Szkole Ekonomiczno-Informatycznej w Warszawie oraz Wyższej Szkole Służby Społecznej w Suwałkach.

## Publikacje
- Pieniądz, historia, polityka. Studia ofiarowane prof. dr. hab. Wojciechowi Morawskiemu w 70. rocznicę urodzin, red. nauka Łukasz Dwilewicz, Jacek Luszniewicz, Jerzy Łazor, Oficyna Wydawnicza SGH, Warszawa 2024.
- Dylematy: intelektualna historia reform Leszka Balcerowicza, red. naukowa Jacek Luszniewicz, Wojciech Morawski, Andrzej Zawistowski, Towarzystwo „Więź”, Warszawa 2021 (wyd. 2: 2022. wyd. elektroniczne: 2022).
- Polityka publiczna: doświadczenia i wyzwania, red. Jacek Luszniewicz, Katarzyna Obłąkowska-Kubiak, Oficyna Wydawnicza SGH, Warszawa 2017.
- Jacek Luszniewicz, Solidarność, samorząd pracowniczy, transformacja systemu: o programie gospodarczym Sieci Organizacji Zakładowych NSZZ „Solidarność” wiodących zakładów pracy (rok 1981), Oficyna Wydawnicza SGH, Warszawa 2008.
- J. Luszniewicz, A. Zawistowski, Sprawy gospodarcze w dokumentach pierwszej Solidarności. T. 1, 16 sierpnia 1980 – 30 czerwca 1981, wybór, wstęp i oprac. Jacek Luszniewicz i Andrzej Zawistowski, IPN, Warszawa 2008
- Historia Wydziału i Kolegium Ekonomiczno-Społecznego Szkoły Głównej Planowania i Statystyki – Szkoły Głównej Handlowej w Warszawie (1968-2008), red. Jacek Luszniewicz, Andrzej Zawistowski, Oficyna Wydawnicza SGH, Warszawa 2008.